# Lípa malolistá v Želenicích
Lípa malolistá v Želenicích je památný strom v obci Želenice, která se nalézá 6 km jihovýchodně od Slaného v okrese Kladno. Lípa malolistá (Tilia cordata) roste ve vesnici, vedle usedlosti čp. 1 na dolním konci svažité travnaté návsi, zhruba 170 metrů severně od kostela sv. Jakuba Většího. Terén v okolí lípy má celkově mírný sklon k  severovýchodu s nadmořskou výškpu u paty stromu 288 metrů.
Lípa požívá ochrany od roku 2011 pro svůj vzrůst a ekologickou i estetickou hodnotu. Měřený obvod jejího kmene v době vyhlášení dosahoval 380 centimetrů; výška stromu udávána na 14 metrů. Nápadným rysem je nepravidelné, nízko nad zemí nasazené větvení. Zdravotní stav se jeví dobrý; několik kosterních větví na sz. straně je preventivně zajištěno vzájemným sepnutím lany. V terénu je lípa označena tabulí „Památný strom“ s malým státním znakem, upevněnou na dřevěném sloupku v jejím jihozápadním sousedství.

## Fotogalerie

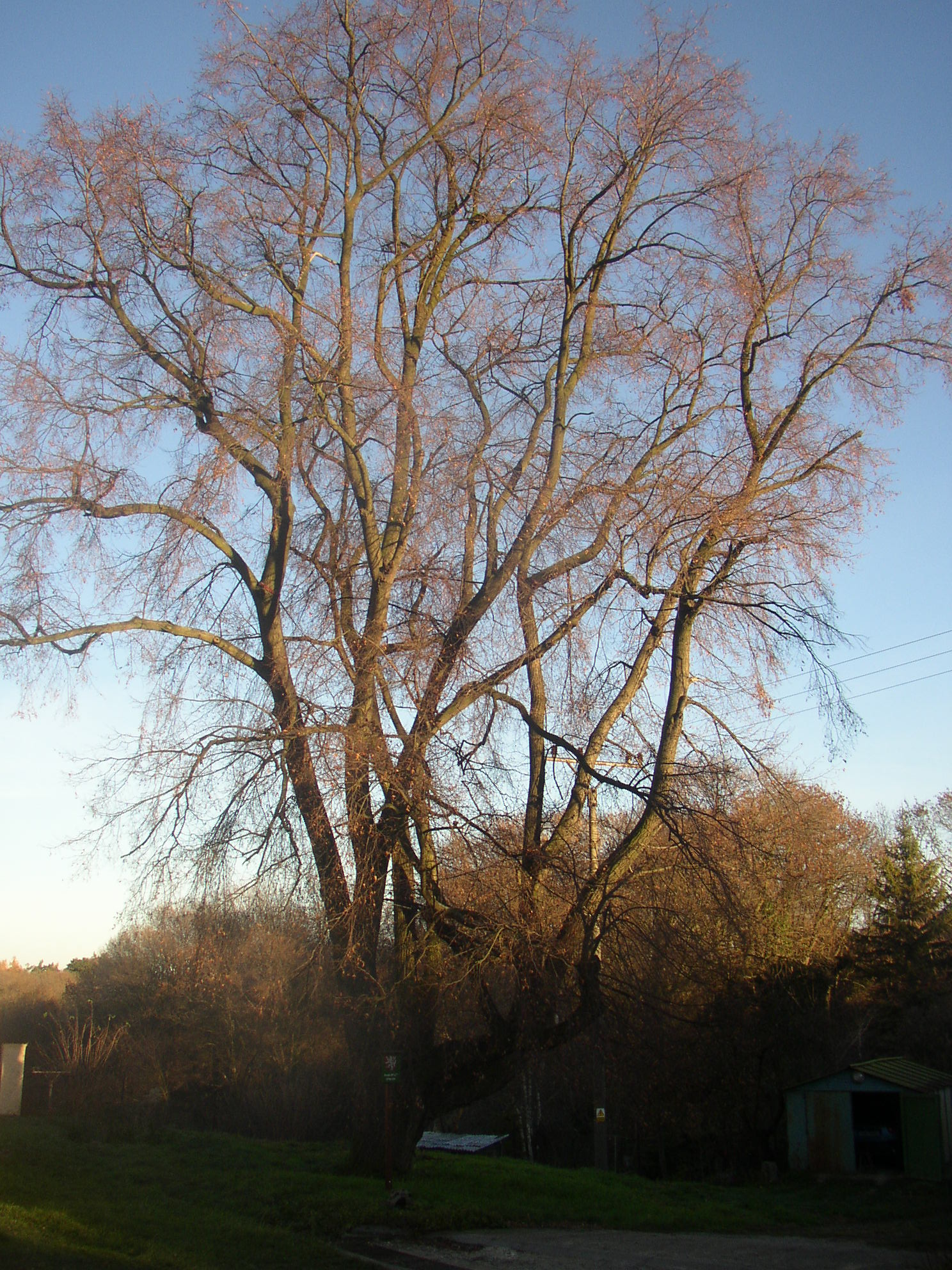
Celkový pohled od jihu
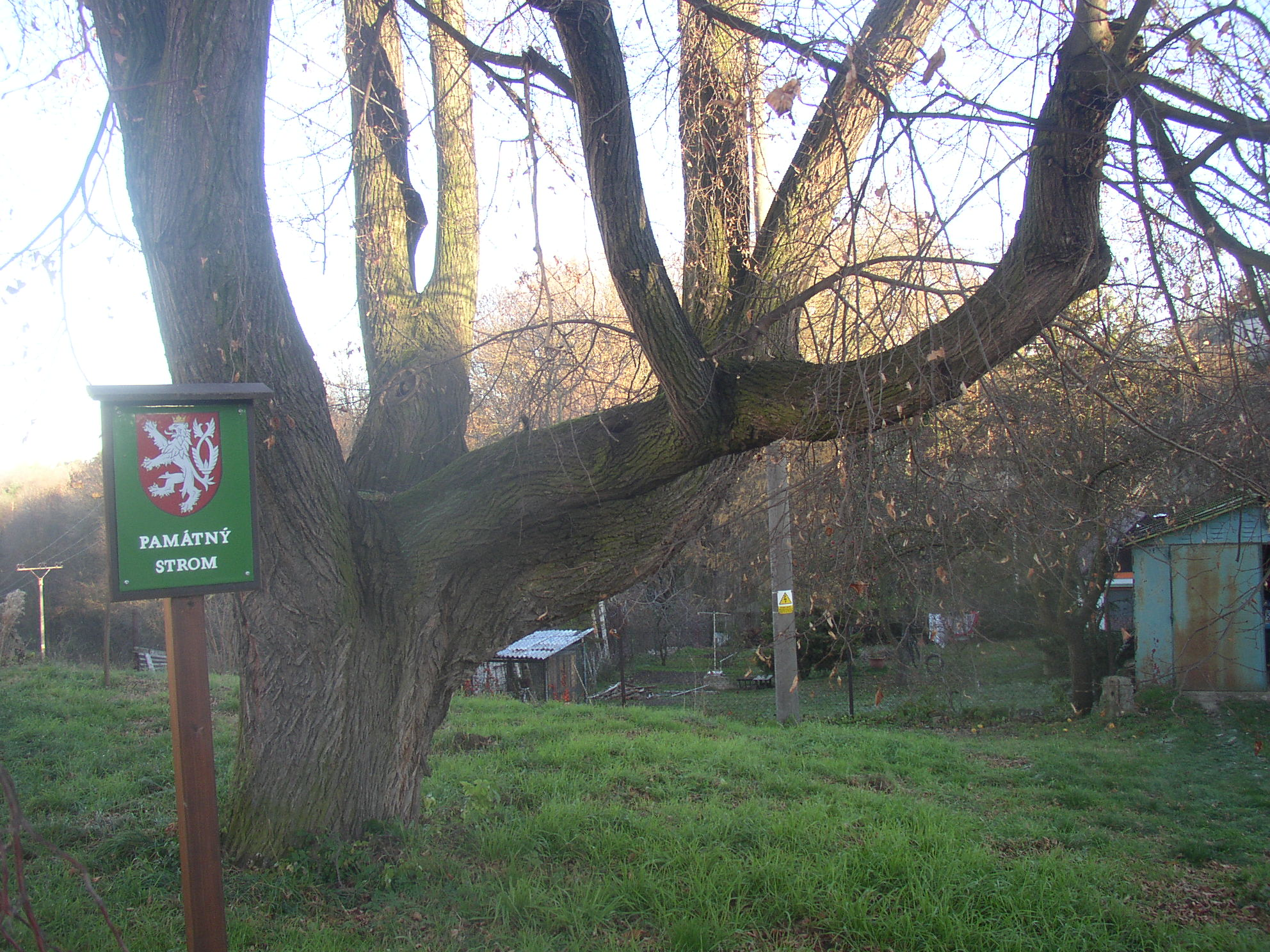
Nízké větvení kmene, pohled od jjz.

## Památné a významné stromy vokolí
- Dub na Zadních Lužích (4,3 km zsz.)
- Dub u Blevického rybníka (5,6 km v.)
- Dub u Čížků (4,4 km jz.)
- Dub v Podlešíně (1,0 km ssz.)
- Dub v Želenicích (250 m jjz., u průjezdní silnice)
- Dubová alej u Blevic (5,6 km v.)
- Jasan v Třebusicích (1,9 km jv.)
- Lípa u Vítova (5,0 km ssz.)
- Lípa velkolistá v Želenicích (70 m jz., výše na návsi)
- Podlešínská lípa (0,9 km sz.)
- Vrapický dub (5,2 km j.)
- † Žižická lípa (3,1 km s.)